# 中國統合
中國統合，又稱海峽兩岸統合、兩岸統合，是在1949年中華人民共和國建國後提出的一種中國統一方案，主張同時放棄中華民國與中華人民共和國的國家地位與主權，雙方先形成一個政治統合組織，以邦聯或聯邦方式分享中國代表權，最終重組成一個新的國家，國名為中國，以完成兩岸統一。這個方案最早由中華民國學者魏鏞在1975年提出，稱為多體系國家，之後成為中國國民黨的政策之一。後續支持者有張亞中與呂秀蓮等人。
這個方案放棄了中華民國統一中國，把中國當成模糊名詞，不指任何實體國家，避免爭議，作為未來一中，以推進終極統一，最早是以兩德模式的「分裂國家平行代表權」為主，之後的提案多數參考了歐盟模式與东南亚国家联盟模式。中華人民共和國並未接受這個理論，主張應由中華人民共和國統一中國。

## 概論
中國統合的理念，最早可以追溯到熊希齡、陈炯明的聯省自治與中華聯邦主義。在1949年中華人民共和國建國後，形成兩岸分治。在蔣經國總統任內，曾經提出三民主義統一中國與一國良制，主張中國可以在同一個良好制度下進行統一。這個理念中，未強調必須是由中華民國或中華人民共和國統一，形成之後的中國統合方案。
學者魏鏞於1975年至美國胡佛研究所擔任研究員時，提出多體系國家概念，在同屬一個中國的前提下，可以存在多個不同政治體制的政治實體。這個方案援引兩德模式中的《两德基础条约》，希望中華民國與中華人民共和國先相互承認對方為擁有主權的平等國家，但基於同一民族的情感，由中華民國與中華人民共和國分享中國代表權，先形成兩個中國，再走向中國統一。 
1990年，李登輝政府通過《國統綱領》。1991年，外交部長錢復首次提出「一個中國，兩個政治實體」，這個說法隨後在1992年國家統一委員會通過《關於「一個中國」的涵義》決議案中被落實。這個方案將中華民國與中華人民共和國都定位為政治實體，不是國家，主張雙方可以在未來形成一個中國。1993年，提出「分裂國家平行代表權」理論，主張中華民國與中華人民共和國共享中國代表權，同時加入聯合國，在聯合國中提出議案，希望讓中華民國重新加入聯合國。這個提案被中華人民共和國封殺

## 提案

### 多體系國家
由魏鏞於1975年提出，主張把中華民國與中華人民共和國都當成政治實體，而不是國家。在一個中國下，容納這兩種不同的政治制度。雙方先承認雙方地位平等，分享中國代表權，形成兩個中國，最終整合成一個中國。

### 中華邦聯
中華民國前立法委員費希平於1984年10月12日提出“大中國邦聯”（Confederation States of China），主張把中華民國與中華人民共和國拆散，形成邦聯。之後經由公投，決定制度，實現三民主義統一中國，完成中國統一。

### 國家統一綱領
主張中華民國與中華人民共和國成立兩岸協商統一組織，在這個組織下，雙方以平等地位談判，形成一個中國。

### 一國兩區
由吳伯雄與馬英九提出，主張在中華民國憲法下，把中華民國與中華人民共和國當成兩個地區來看待，雙方同屬一個中國，在中華民國憲法下完成統一。

### 兩岸共同市場
由蕭萬長於2001年提出，主張仿效歐洲共同市場，由中華民國與中華人民共和國簽署貿易協定，形成共同市場。之後進入政治談判，形成一個中國。

### 兩岸共同議會
仿效歐盟議會，由中華民國與中華人民共和國組成共同議會，最終形成一個中國。

### 一中三憲
由張亞中、黃光國與謝大寧等，經由兩岸統合學會提出。主張仿效歐盟憲法，在中華民國憲法，與中華人民共和國憲法之上，訂立兩岸和平協議，作為更高的第三個憲法，同時規範中華民國與中華人民共和國，以形成一個中國。

### 大一中架構
前民進黨主席施明德、前中華民國國家安全會議秘書長蘇起、前海基會董事長洪奇昌、前海基會副董事長焦仁和、前陸委會主委陳明通、前中華民國外交部部長程建人、淡江大學中國大陸研究所所長張五岳等七人，於2017年提出大一中架構，主張在中華民國與中華人民共和國之上，架構一個法人組織，用來取代一個中國。

### 一個中華
呂秀蓮在2021年提出，以「一個中華」取代「一個中國」，主張中華民國與中華人民共和國，先像歐盟與東盟進行統合，之後再推進為中華邦聯。